# 苑利香輝
苑利 香輝（えんり こうき、9月24日 - ）は、宝塚歌劇団雪組に所属する男役。
秋田県由利本荘市、聖霊女子短期大学付属高等学校（現聖霊学園高等学校）出身。身長170cm。愛称は「エンリコ」。

## 来歴
2020年6月、宝塚音楽学校に入学。
2022年3月、宝塚音楽学校を卒業し、第108期生として宝塚歌劇団に入団。入団時の成績は10番。4月、星組宝塚大劇場公演「めぐり会いは再び next generation／Gran Cantante!!」で初舞台。公演終了後、雪組に配属。
2025年4月、雪組新トップスター朝美絢の大劇場お披露目公演「ROBIN THE HERO」で新人公演初主演。入団4年目を迎えたばかりでの抜擢となった。

## 主な舞台

### 初舞台
- 2022年4 - 5月、星組『めぐり会いは再び next generation-真夜中の依頼人（ミッドナイト・ガールフレンド）-／Gran Cantante!!』（宝塚大劇場のみ）

### 雪組時代
- 2022年10 - 12月、『蒼穹の昴』 - 新人公演：岡圭之介（本役：久城あす）
- 2023年2 - 3月、『海辺のストルーエンセ』（KAAT神奈川芸術劇場・ドラマシティ） - 男爵
- 2023年4 - 7月、『Lilacの夢路』 - 新人公演：アントン（本役：縣千）『ジュエル・ド・パリ!!』
- 2023年8 - 9月、『愛するには短すぎる』『ジュエル・ド・パリ!!』（全国ツアー）
- 2023年12 - 2024年2月、『ボイルド・ドイル・オンザ・トイル・トレイル』 - 代役：シャーロック・ホームズ010（船長）[注釈 1]、新人公演：アーネスト・グレイス（本役：聖海由侑）[注釈 2]『FROZEN HOLIDAY（フローズン・ホリデイ）』
- 2024年4 - 5月、『ALL BY MYSELF』（相模女子大学グリーンホール・NHK大阪ホール）
- 2024年7 - 10月、『ベルサイユのばら-フェルゼン編-』 - 新人公演：ベルナール（本役：華世京）
- 2024年11 - 12月、『愛の不時着』（東京建物 Brillia HALL・梅田芸術劇場） - クム・ウンドン
- 2025年3 - 6月、『ROBIN THE HERO』 - 新人公演：ロビン・ロクスレイ（ロビン・フッド）（本役：朝美絢）新人公演初主演[4][5]『オーヴァチュア!』
- 2025年8 - 9月、『An American in Paris（パリのアメリカ人）』（御園座） - 鳩／新聞記者 レオ
- 2025年11 - 2026年2月、『ボー・ブランメル〜美しすぎた男〜』『Prayer〜祈り〜』